# 島根西いすゞモーター
島根西いすゞモーター株式会社（しまねにしいすずモーター、略称：島根西いすゞ）は、いすゞ自動車（バスはジェイ・バス）が製造する自動車を取り扱う自動車販売会社（正規ディーラー）。安野産業株式会社のグループ会社である。
島根県西部を範囲とする。取扱商品は、いすゞ系トラック・バス全般。

## 拠点
- 本社・益田営業所
  - 島根県益田市遠田町3441-1
- 浜田営業所
  - 島根県浜田市長沢町202-1